# Ewa Gajda
Ewa Teresa Gajda (ur. 1966) – polska prawniczka, specjalistka w zakresie prawa rzymskiego i prawa kanonicznego, profesor nadzwyczajny Uniwersytetu Szczecińskiego, członek Polskiej Akademii Nauk, a od września 2014 roku do reorganizacji uczelni w 2019 roku kierownik Katedry Prawa Rzymskiego, Historii i Doktryn Polityczno-Prawnych na Wydziale Prawa i Administracji Uniwersytetu Szczecińskiego. Jest bratanicą Czesława Gajdy.

## Życiorys
Ukończyła prawo na Wydziale Prawa i Administracji UMK, na którym została zatrudniona w 1991 roku. Tam też pracowała w latach 1991–2014 w Katedrze Prawa Kanonicznego (od asystenta do adiunkta). W 1999 roku uzyskała stopień doktora na podstawie rozprawy doktorskiej pt. Problem dopuszczalności małżeństwa katolika z prawosławnym w prawie kanonicznym przygotowanej pod kierunkiem prof. zw. dr hab. Władysława Bojarskiego. 18 lutego 2014 roku na tym samym wydziale uzyskała stopień doktora habilitowanego. Od roku akademickiego 2020/2021 pracuje na Wydziale Prawa i Administracji UMK w Toruniu.

## Wybrane publikacje
- Problem dopuszczalności małżeństwa katolika z prawosławnym w prawie kanonicznym, Toruń 2012, Wydawnictwo Naukowe Uniwersytetu Mikołaja Kopernika, ISBN 978-83-231-2887-8 (wydanie drugie)
- Prawo wyznaniowe. Excerpta 1. Wspólnoty religijne i ich osoby prawne, Toruń 2012, wyd. TNOiK Toruń, ISBN 978-83-7285-682-1
- Justyniańskie źródła prawne i pozaprawne w papirusach i inskrypcjach VI–VII w. oraz w apokryfach według źródeł VI–XVI w., Toruń 2013, wyd. TNOiK Toruń, ISBN 978-83-7285-673-9
- Łacińska terminologia prawnicza Ignorantia iuris nocet (współautor: Bożena Lubińska), Toruń 2014, wyd. TNOiK Toruń, ISBN 978-83-7285-729-3